# آپاتی
در اساطیر یونان، آپاتی (/ˈæpəti:/؛ یونانی باستان: Απάτη Apátē) الهه و مظهر فریب است. مادرش نیکس، مظهر شب است. در اساطیر رومی معادل فراوس، یعنی تقلب است، و همتای مذکر او دولوس، و همتای مؤنث او آلثیا، الهه حقیقت هستند.

## خانواده
آپاتی دختر ایزدان نخستین یونان اربوس (تاریکی) و نیکس (شب) بود.

### شرح هزیود
و نیکس (شب) موروس نفرت‌انگیز (عذاب) و کر سیاه (مرگ خشونت‌آمیز) و تاناتوس (مرگ) و هیپنوس (خواب) و اونیروس (رؤیاها) را آشکار کرد. و دوباره نیکس تیره و تاریک، اگرچه با هیچ‌کدام نخوابیده بود، موموس (سرزنش) و اویزیس (بدبختی) و هسپریدها را برهنه کرد… او همچنین مویرای (سرنوشت) و کرس انتقام‌جوی بی‌رحم را به‌دنیا آورد… همچنین نیکس مرگ‌بار، نمسیس (انتقام) را برای آزار دادن مردان فانی و پس از او آپاتی (فریب) و فیلوتس (دوستی) و گراس نفرت‌انگیز (پیری) و اریس سنگدل (دعوا) را به ارمغان آورد.

### شرح سیسرون
برادران و خواهران آن‌ها [آیتر و همرا]، که نسب‌شناسان باستانی آن‌ها را آمور (کوپیدو)/اروس (عشق)، دولوس، متوس/دیموس (ترس)، کار/پونوس (مشکل)، اینویندیا/اریس (حسادت) می‌نامند. فاتوم/موروس (سرنوشت)، سنکتوس/گراس (سالمندی)، مورس/تاناتوس (مرگ)، تنبرا/کر (تاریکی)، میسریا/اویزیس (مصائب)، کوئرلا/موموس (شکایت)، گراتیا/فیلوتس (نفع), فاروس/آپاتی (تقلب)، پرتیناسیا (سرسختی)، پارکای/مویرای (سرنوشت)، هسپریدس، سومنیا/اونیروس (رؤیاها): همه این‌ها فرزندان اربوس (تاریکی) و نیکس (شب) هستند.

## اسطوره‌شناسی
تنها افسانه‌ای که آپاتی در آن ظاهر شد، رابطه بین زئوس پادشاه خدایان و سمله شاهزاده‌خانم تبایی بود که خدای شراب، دیونوسوس را برای او به‌دنیا آورد. هرا پس از دانستن این خیانت همسرش، از آپاتی در نقشه تنبیه زئوس کمک گرفت. سپس آپاتی به او یک کمربند جادویی داد که هرا از آن استفاده کرد تا سمله را فریب دهد و از زئوس بخواهد در شکل واقعی خود ظاهر شود، که منجر به مرگ او شد (یعنی سمله) زیرا هیچ موجود فانی نمی‌تواند مستقیماً به خدا خیره شود. داستانی که در اسامی دیونیزیکا بازگو شده‌است به‌شرح زیر است:
[هرا متوجه می‌شود سمله از فرزند زئوس باردار است:] همسر زئوس [هرا] نیز خشم شدیدش را فروکش نکرد. او با کفش‌های پرنده در بهشت پر از ستارگان درخشان پرواز کرد، به شهرهای بی‌شماری سفر کرد و به‌دنبال یافتن آپاتی حیله‌گر بود. اما هنگامی که در بالای کوریبانتیان دیکته (دیکته کوریبانتی) آب بستر کودک همسایه آمنیسوس را دید، خدای او را در آن‌جا و روی تپه‌ها ملاقات کرد؛ زیرا او عاشق کریتان‌ها (کرتی‌ها) بود، آن‌ها همیشه دروغ‌گو هستند و در کنار مقبره دروغین زئوس می‌مانند. در اطراف باسن او یک کمربند کیدونیایی بود که شامل تمام جادوهای حیله‌گرانه بشر است. حیله‌های زیاد، اغواگری متزورانه، تمام اشکال نیرنگ، سوگند دروغ، که بر بادهای بهشت پرواز می‌کند.
سپس هرا با ذکاوت زیرکانه به امید انتقام گرفتن از شوهرش شروع به ترغیب آپاتی با کلماتی حیله‌گرانه کرد: «سلام به بانوی حیله‌گر و فریب‌هایش! هرمس هم نمی‌تواند از شما پیشی بگیرد! آن کمربند را به من قرض بده، که زمانی که شوهرش [کرونوس] را فریب داد، به پهلوهایش بسته بود! من برای زئوس خود هیچ شکل زیبایی نمی‌آورم، من شوهرم را با سنگ نیرنگ فریب نمی‌دهم. نه! زنی زمینی مرا وادار می‌کند که تخت آرس خشمگین شود و اعلام می‌کند که دیگر در بهشت خانه نخواهد داشت! من از این‌که الهه جاودانه باشم چه سودی می‌برم؟... می‌ترسم کرونیدس که شوهر و برادرم نامیده می‌شود، مرا به خاطر تخت زنی از بهشت بیرون کند، می‌ترسم سمله را ملکه المپوس خود کند! اگر زئوس کرونیون را بیشتر از هرا دوست داری، اگر کمربند افسونگر خود را به من ندهی تا پسر سرگردانم را دوباره به اولمپوس برگردانم، به خاطر ازدواج زمینی آن‌ها بهشت را ترک خواهم کرد، تا پایانی‌ترین مرزهای اوکیانوس و به آتشگاه تتیس خواهم رفت. از آنجا به خانه اوفیون خواهم رفت و با او می‌مانم. پس بیا، مادر همه (هرا)، عروس زئوس را گرامی بدار، و با کمربندت به من کمک کن، تا پسر فراری‌ام، آرس خشمگین را طلسم کنم، تا بار دیگر بهشت را خانه خود کنم.

وقتی کارش تمام شد، الهه با کلماتی مطیعانه پاسخ داد: «مادر انیالیوس (یعنی آرس)، اولین عروسی که با زئوس بر تخت نشست! من کمربندم و هر چیز دیگری را که از من بخواهید می‌دهم. من اطاعت می‌کنم، زیرا تو با کرونیون بر خدایان سلطنت می‌کنی. این ارسی را دریافت کنید. آن را در آغوش خود ببندید و آرس را به بهشت بازگردانید. اگر دوست دارید ذهن زئوس را مجذوب خود کنید و اگر لازم است اوکیانوس را نیز از خشم او مجذوب کنید. زئوس حاکم در بلندی‌ها عشق‌های زمینی خود را رها می‌کند و خودخواسته به بهشت بازمی‌گردد و با کمربند مکر من نظر خود را تغییر می‌دهد. این کمربند دلربای پافیان [آفرودیت] را شرمنده می‌کند.» گفته می‌شود، خدای حیله‌گر سوار باد شده بود و با کفش پرنده هوا را می‌شکافت.